# Alessandro Michelagnoli
Alessandro Michelagnoli (Tàrent, 18 d'agost de 1905 - Lacco Ameno, 15 de setembre de 1969) va ser un almirall italià que ocupà el càrrec de cap d'estat major de la Marina italiana.

## Biografia
Nascut a Tàrent, fill d'un oficial de la Regia Marina d'origen florentí, el  capitano di vascello Mario Michelagnoli, que l' any 1903 havia ocupat el càrrec de regent en nom del rei Vittorio Emanuele III de la concessió italiana de Tientsin, fill al seu torn d'Alessandro Michelagnoli, enginyer de ferrocarrils que va construir el ferrocarril de Calabrian-Lucan.
Havent ingressat a la Reial Acadèmia Naval de Livorno el 1918 , va marxar el 1923 amb el grau de guardiamarina.
El 1925 va embarcar al vaixell reial Campania amb destinació a Eritrea i Somàlia, aconseguint la Creu de Guerra al Valor Militar. En el període 1930-32 va ser ajudant de bandera de l'almirall Gino Ducci, comandant del 2n esquadró embarcat a l'Andrea Doria.
El 1934 es va casar a Roma amb la noble Maria Luisa dei conti Fossati, amb qui tindria la seva única filla, Nicoletta. Maria Luisa dei conti Fossati era l'única filla del comte Nicola Fossati, un oficial d'estat major de la Regia Marina.
El mateix any 1934, mentre completava la seva formació com a 2n oficial, s'embarca al submarí Domenico Millelire. A partir de l'1 de juny de 1935 va assumir el comandament del submarí Des Geneys i va realitzar un creuer gravimètric pel Mediterrani l'estiu següent.
Cap del secretariat de l'oficina de l'Estat Major de la Marina a partir del 7 d'octubre de 1936. Després es va traslladar a La Spezia per comandar, del 25 d'abril al 16 d'octubre de 1938, el nou submarí Scirè i l'11e esquadró (composta també pels submarins Gondar, Neghelli, Ascianghi, Tembien, Lafolé i Durbo). Més tard va comandar el submarí Goffredo Mameli, i, a partir del 7 de maig de 1939, el flamant Evangelista Torricelli i el 41è esquadró de submarins a Tàrent, que agrupaven les embarcacions de la mateixa classe  Guglielmotti, Archimede i, destacats a Massaua, el submarí Brin i el Galvani.
A l'esclat de la Segona Guerra Mundial de juny a desembre de 1940 , va servir, amb el grau de capità de corbeta, a l' Oficina de Plans i Operacions de l'Estat Major de la Marina, per després esdevenir oficial adscrit al Cap d'Estat Major de l'Almirall Arturo Riccardi. Adscrit a la zona operativa del 1943 al 1944, al comandament, amb el grau de capità de fragata, de la II Flotilla MAS al Canal de Sicília, participà en diverses accions bèl·liques, aconseguint una medalla de plata al valor militar.
Immediatament després de l'armistici, Michelagnoli va rebre l'encàrrec de contactar amb les forces navals aliades, i va poder mantenir les connexions amb tanta eficàcia com per convèncer els angloamericans perquè permetessin que la Regia Marina participés en la campanya italiana en igualtat de condicions. Segons la història de la seva filla Nicoletta, mai publicada en biografies oficials, entre els fets a recordar hi hauria el rescat de Benedetto Croce i la seva família per part de les unitats comandades per Alessandro Michelagnoli. L'episodi sempre es remuntaria al període en què va comandar les torpedineres a motor i les MAS, destinades a operar a les aigües de l'arxipèlag campani amb una base logística a Capri, quan en un de les "atacs" nocturns a la costa per contrarestar els alemanys , que s'havien convertit en enemics després de l'armistici del 8 de setembre, va tenir l'oportunitat de recuperar aBenedetto Croce a Sorrento, al qual els alemanys volien capturar. Michelagnoli, sempre preocupat pels seus mariners, va demanar i va aconseguir de l'aleshores alcalde de Capri que anomenés un carrer al mariner Feliciano Ellena, que va morir en una d'aquestes accions. Durant 1944 va tenir el comandament interí del creuer Cadorna.
Després de la guerra, Michelagnoli va ocupar els càrrecs de cap del Departament d'Operacions de l'Estat Major de la Marina, comandant de l'escola de comandament i cap d'estat major de la 1a Divisió Naval. Del 1953 al 1959 , amb el grau de capità de navili i després contraalmirall, Alessandro Michelagnoli va ser cap del Servei d'Armes i Equipament (SAM) de l'estat major i en aquesta funció va ser l'arquitecte principal de la restauració de l'armament, amb especial atenció als primers sistemes de míssils, col·laborant també en la construcció de la nova fragata Bergamini, el creuer Doria, els destructors Impavido i els submarins Toti i en el desenvolupament del component helicòpter.
Després de la promoció a almirall de divisió , va assumir el comandament de la 1a Divisió Naval el 1959.
Des de desembre de 1960 fins a octubre de 1962 va ocupar el càrrec de cap d'estat major adjunt de la Marina, col·laborant en el desenvolupament dels programes en què havia participat durant la seva funció de cap del Servei d'Armes i Equipament de l'Estat Major, inclòs el projecte del creuer de míssils guiats Vittorio Veneto.
El 31 de desembre de 1961 va ser ascendit a Almirall d'esquadra i en aquest grau va ocupar els càrrecs de Comandant en Cap del Departament Marítim Militar del Mar Jònic i de l'Estret d'Otranto i Comandant en Cap de la Flota Naval.
El 9 d'octubre de 1965 va ser nomenat Cap d'Estat Major de l'Armada, ocupant aquest càrrec fins al 9 de setembre de 1968. Durant aquest encàrrec va establir noves construccions navals reforçant el Batalló San Marco, procedint a la construcció dels dos destructors de llançament de míssils tipus Audace i de noves unitats submarines de disseny tècnic avançat.
L'almirall Michelagnoli va morir pocs mesos després d'haver deixat el servei l'estiu de 1969 mentre estava de vacances a Lacco Ameno, a l'illa d'Ischia, patint una hemorràgia cerebral.
El seu nom viu a la fundació que porta el seu nom. El 15 de setembre de 2011 la seu de l'Associació Nacional de Mariners Italians a Statte a la província de Tàrent va ser nomenada en memòria de l'almirall Michelagnoli.

## Condecoracions
Gran Creu de Cavaller de l'orde al Mèrit de la República Italiana - 16 de març de 1966
 Gran Oficial de l'orde al Mèrit de la República Italiana – 27 de desembre de 1962
 Cavaller de l'orde de Sant Maurici i Sant Llàtzer
 Oficial de l'orde de la Corona d'Itàlia
 Medalla de Plata al Valor Militar – 27 de febrero de 1943
 Creu de Guerra al Valor Militar – 24 d'octubre de 1925
 Creu al Mèrit de Guerra
 Medalla Commemorativa del Període Bèl·lic 1940-43
 Medalla commemorativa de la Guerra d'Alliberament 1943-45
 Medalla d'honor per la llarga navegació  (10 anys)
 Creu d'or amb estel per antiguitat al servei
 Medalla al Mèrit pel llarg comandament a l'Exèrcit (20 anys)